# Кик-бокс клуб Црвена звезда
Кик бокс клуб Црвена звезда Делије је кик-бокс клуб из Београда. Клуб је део Спортског друштва Црвена звезда.

## Историја
Међу пионирима овог спорта на просторима Југославије спадају и оснивачи, односно такмичари Кик бокс клуба Црвена звезда: Невен Дондур, Борислав Пелевић, Неца Милошевић и Драган Нерић.
Права експанзија овог спорта у нашој земљи почиње од Светског првенства у Паризу 1991. године када су освојене једна сребрна и једна бронзана медаља. Обе медаље освојили су будући борци и такмичари кик-бокс клуба - Драган Нерић и Душан Плећаш.
Добар и стручан рад тренера Невена Дондура и Неце Милошевића допринели су великим успесима и омогућили да кик-бокс постане један од најтрофејнијих спортова у нашој земљи, а да се наша репрезентација котира међу три најуспешније на свету. Велики је број репрезентативаца из клуба који су том успеху дали немерљив допринос. Златним словима у анале нашег кик-бокса биће уписана имена Драгана Нерића, Станке Савчић, Милована Гашића, Бојане Трајковић, Станка Павловића, Драгана Јовановића (светски шампион у дисциплини лоу-кик у категорији преко 91 кг)…
На Светском првенству у Београду 2015. шампиони света постали су Диана Дабетић (лоу-кик у категорији до 65 кг), Теодора Манић (К-1 у категорији до 65 кг) и Саша Полугић (К-1 у категорији преко 91 кг).